# Adler Werft
Die Adler Werft GmbH war eine Werft in Bremen und gehörte zur Atlas-Werke AG.

## Geschichte
Das Mutterunternehmen der späteren Adlerwerft war der Reparaturbetrieb der Argo Reederei Richard Adler & Co. im Europahafen. Dieser zog 1949 auf die Stephanikirchenweide um und entwickelte sich dort von einem Reparaturbetrieb zum Schiffbauunternehmen.  Die schließlich 1952 gegründete Adler-Werft GmbH. befand sich im Besitz der Familie Adler. Die überwiegende  Anzahl der gebauten Schiffe der Werft, welche außer Seeschiffen bis etwa 8000 BRT auch zahlreiche Kümos baute, gingen an die  Argo Reederei Richard Adler & Söhne. Die beim Bau von zwei Fährschiffen für Dänemark aufgelaufenen Verluste veranlassten die Eigentümer  1963 dazu, die Werft zu schließen.
Der Schiffbaubetrieb wurde zunächst an die AG Weser als Reparaturbetrieb Süd auf zehn Jahre verpachtet, aber 1964 schon wieder aufgegeben. Verkauft wurde der Betrieb 1973 schließlich an Ludwig Müller, den Betriebsleiter des Reparaturbetriebes. Der nun Stephani Werft Ludwig Müller GmbH & Co KG  benannte Betrieb, beschäftigte sich bis zu seinem Konkurs im Jahre 1977 mit See- und Binnenschiffsreparaturen sowie mit dem Sektionsbau für andere Werften, überwiegend für Blohm & Voss. Grund für den Konkurs des Unternehmens mit 70 Beschäftigten war der stornierte Umbau eines britischen Kümos.

## Bauliste der Adler Werft
| Baunummer | Typ                                               | Name        | Baujahr | BRT   | Reederei                        |
| --------- | ------------------------------------------------- | ----------- | ------- | ----- | ------------------------------- |
| 1         | Frachtdampfer (Umbau)                             | Sperber     | 1951    | 814   | Argo Reederei, Bremen           |
| 2         | Frachtmotorschiff                                 | Kondor      | 1952    | 519   | Argo Reederei, Bremen           |
| 3         | Frachtmotorschiff                                 | Bussard     | 1953    | 515   | Argo Reederei, Bremen           |
| 4         | Frachtmotorschiff                                 | Habicht     | 1954    | 1.105 | Argo Reederei, Bremen           |
| 5         | Frachtmotorschiff                                 | Geier       | 1955    | 671   | Argo Reederei, Bremen           |
| 6         | Frachtdampfer (Umbau)                             | Auriga      | 1956    | 1.834 | Argo Reederei, Bremen           |
| 7         | Frachtmotorschiff                                 | Pirol       | 1955    | 662   | Argo Reederei, Bremen           |
| 8         | Frachtmotorschiff                                 | Schwalbe    | 1955    | 293   | Argo Reederei, Bremen           |
| 9         | Frachtmotorschiff                                 | Star        | 1956    | 293   | Argo Reederei, Bremen           |
| 10        | Frachtmotorschiff                                 | Phoenix     | 1956    | 1.197 | Argo Reederei, Bremen           |
| 11        | Frachtmotorschiff                                 | Albatros    | 1957    | 1.197 | Argo Reederei, Bremen           |
| 12        | Frachtmotorschiff                                 | Amsel       | 1957    | 356   | Argo Reederei, Bremen           |
| 13        | Frachtmotorschiff                                 | Drossel     | 1958    | 384   | Argo Reederei, Bremen           |
| 14        | Frachtmotorschiff                                 | Elster      | 1958    | 408   | Argo Reederei, Bremen           |
| 15        | Frachtmotorschiff                                 | Aquila      | 1959    | 5.862 | Argo Reederei, Bremen           |
| 16        | Bunkerboot                                        | Diersch VII | 1959    | 169   | Diersch & Schröder, Bremen      |
| 17        | Frachtmotorschiff                                 | Alk         | 1960    | 1.268 | Argo Reederei, Bremen           |
| 18        | Frachtmotorschiff                                 | Ganter      | 1960    | 1.260 | Argo Reederei, Bremen           |
| 19        | Passagierschiff                                   | Bremerhaven | 1960    | 2.694 | Bremen-Helgoland Dienst, Bremen |
| 20        | Frachtmotorschiff                                 | Sperber     | 1961    | 499   | Argo Reederei, Bremen           |
| 21        | Frachtmotorschiff                                 | Bussard     | 1961    | 499   | Argo Reederei, Bremen           |
| 22        |                                                   |             |         |       | Nicht gebaut                    |
| 23        | Frachtmotorschiff                                 | Specht      | 1961    | 299   | Argo Reederei, Bremen           |
| 24        | Frachtmotorschiff                                 | Meise       | 1962    | 299   | Argo Reederei, Bremen           |
| 25        | Fähre                                             | Julle       | 1962    | 2.301 | Julsminde-Kalundborg Line       |
| 26        | Fähre                                             | Kalle       | 1962    | 2.301 | Julsminde-Kalundborg Line       |
| 27        | Frachtmotorschiff (Fertiggebaut bei Seebeckwerft) | Alhena      | 1963    | 1.262 | Argo Reederei, Bremen           |
| 28        | Frachtmotorschiff (Fertiggebaut bei Seebeckwerft) | Greif       | 1964    | 499   | Argo Reederei, Bremen           |

Zusammengestellt nach Cai Boie: Von der Hansekogge zum Containerschiff – 500 Jahre Schiffbau in Deutschland. Selbstverlag Ulf Boie Hamburg 2001.